# Genussa marginata
Genussa marginata är en fjärilsart som beskrevs av W. Warren 1905. Genussa marginata ingår i släktet Genussa och familjen mätare. Inga underarter finns listade i Catalogue of Life.